# Rósa Ingólfsdóttir
Rósa Ingólfsdóttir (* 5. August 1947; † 14. Januar 2020) war eine isländische Schauspielerin.

## Leben und Karriere
Rósa ist die Tochter von Ingólfur Sveinsson und Klara Halldórsdóttir. Sie studierte an der Kunstakademie Islands.  Später arbeitete sie für viele Jahre für Ríkisútvarpið. 1972 brachte sie ihren Album Rosa raus.
Ihr Debüt gab sie 1983 in dem Film Skilaboð til Söndru. Anschließend war sie 1984 in Gullsandur zu sehen.   1992 wurde sie für den Film Veggfóður: Erótísk ástarsaga gecastet. Außerdem spielte sie 1994 in Í ljósakiptunum II mit. Unter anderem trat Rósa 2008 in Reykjavík – Rotterdam auf.
Rósa starb am 14. Januar 2020 im Alter von 72 Jahren.

## Filmografie
Filme
- 1983: Skilaboð til Söndru
- 1984: Gullsandur
- 1991: Raunasaga 7:15
- 1992: Veggfóður: Erótísk ástarsaga
- 1994: Í ljósakiptunum II
- 2008: Reykjavík – Rotterdam

## Diskografie

### Alben
- 1972: Rosa